# 返回污染
返回污染是一个非正式但广泛流传的术语，指假设的外星微生物被带入地球生物圈，这样的后果被认为是破坏性的、超出人类所能控制范围的。一直到阿波罗14号完成为止，阿波罗计划的宇航员和月球样品都会被送进月球接收实验室进行隔离。进行检疫程序的主要原因就是为了防止月球返回污染的带来的威胁。
事实上，人类或其他动物真正感染外星病毒的可能性为零，因为病毒是有宿主特异性的。但这并不意味着外星微生物没有致病性：孢子可能会把有机生命体当作宿主，在任何一种侵入细菌的过程中都可能产生毒性的化学物质。人摄入这些受污染的食物后可能是致命的。
还有一种可能性是这些微生物侵略性地参与地球资源的代谢，甚至改变大气条件和水循环。